# Weideswiesen-Oberwald bei Erlensee

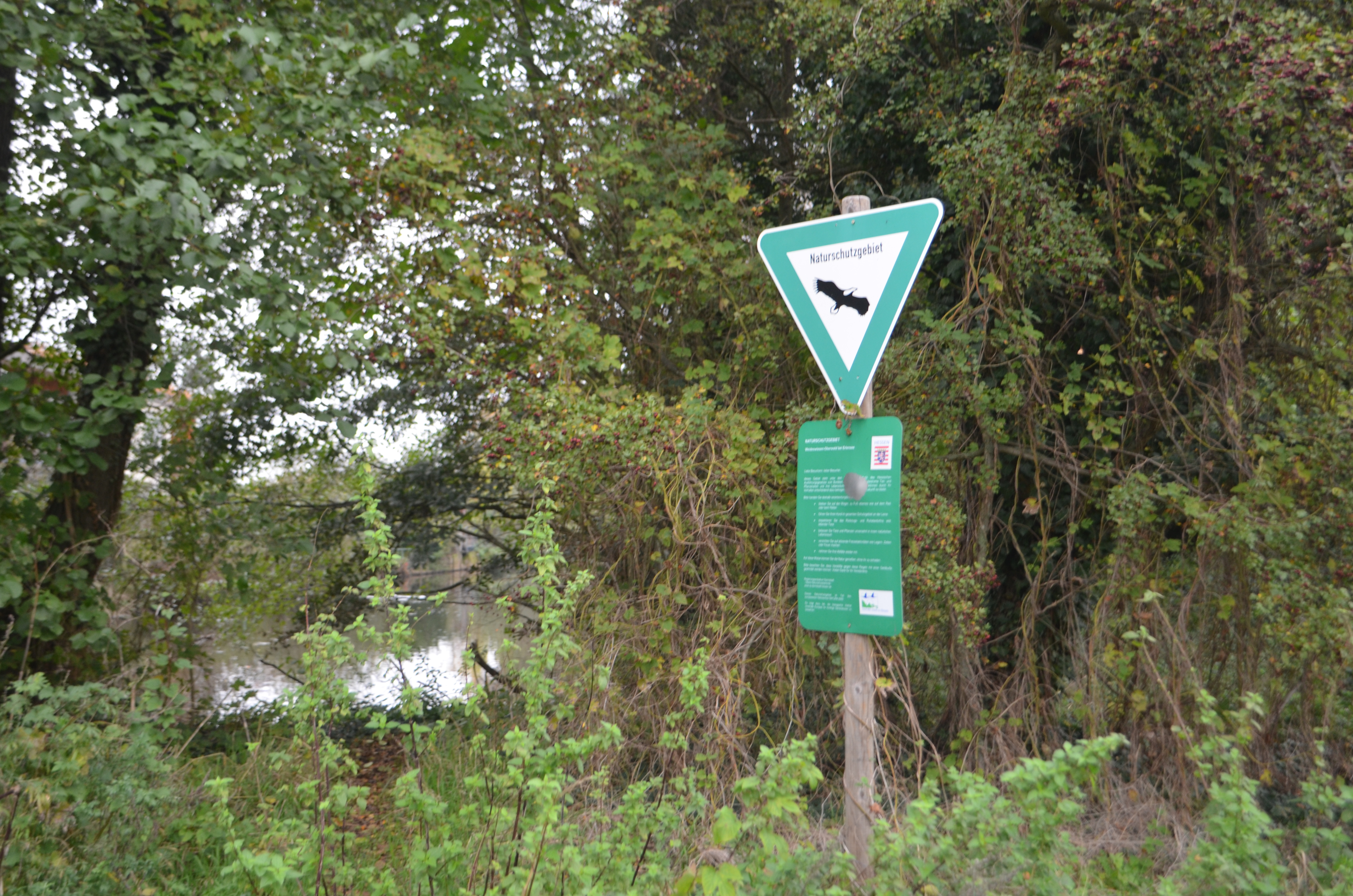
Weideswiesen-Oberwald bei Erlensee

Der Weideswiesen-Oberwald bei Erlensee ist ein Naturschutzgebiet auf dem Gebiet der Stadt Erlensee im Main-Kinzig-Kreis in Hessen. Das Naturschutzgebiet liegt östlich von Rückingen, einem Stadtteil von Erlensee, zwischen der A 45 im Osten, der Kreisstraße 845 im Nordwesten und der Landesstraße 3268 im Südwesten. Es wird durchflossen von der Kinzig.

## Bedeutung
Das 157,5 ha große Gebiet ist seit dem Jahr 1989 unter der Kennung 1435058 als Naturschutzgebiet ausgewiesen, seit 2008 als flächen- und namensgleiches FFH-Gebiet.